# 1482
1482. је била проста година.

## Догађаји
- Деспотовина Србија се укључује са 4000 војника у Аустријско-Угарски рат (1477—1488) на страни Угарске.
- Османски напад на Бечеј (1482) Османска војска напада и опседа град Бечеј, али без успеха.

## Смрти
- 25. август — Маргарета Анжујска, енглеска краљица